# Agauides
Agauides (лат.) — род морских тромбидиформных клещей семейства Halacaridae из надотряда Acariformes.

## Описание
Морские клещи микроскопических размеров. Длина тела от 620 мкм до 770 мкм. Рострум треугольный. Пальпы четырёхчлениковые. Из четырех пар ног две передние обращены вперед, а две — назад. Относительно короткие ноги имеют шесть сегментов. Тело слабо склеротизовано. Дорзум с 6 парами щетинок. Предположительно может быть временным паразитом. Один вид из Атлантического океана, один из Тихого океана, из батиальных и абиссальных глубин.

## Классификация
Включает 2 вида. Род входит в состав подсемейства Halacarinae Murray, 1877.
- Agauides cryosi Bartsch, 1988
- Agauides pacifica Bartsch, 1989[5]